# 1978年鐵路
此條目列出1978年發生有關鐵路運輸的事件。

## 事件

### 1月
- 1月27日：多倫多地鐵央街－大學線由聖佐治站延長至韋爾遜站。

### 2月
- 2月25日：維也納地鐵1號線通車。

### 3月
- 3月16日：札幌市營地下鐵南北線由北24條站延長至麻生站。
- 3月31日：營團地下鐵千代田線由代代木公園站延長至代代木上原站，並開始與小田急電鐵小田原線直通運行。

### 4月
- 4月22日：愛民頓輕鐵首都線通車。

### 5月
- 5月2日：里昂地鐵A線（英语：Lyon Metro Line A）、B線（英语：Lyon Metro Line B）及C線（英语：Lyon Metro Line C）通車。
- 5月21日：京成電鐵本線由京成成田站延長至成田機場站（第一代）。

### 7月
- 7月1日：都營地下鐵1號線、6號線分別改名為都營淺草線和都營三田線。
- 7月25日：鹿島線通車，鹿島臨海鐵道鹿島臨海線（日语：鹿島臨海鉄道鹿島臨海線）開始旅客營業。

### 8月
- 8月1日：營團地下鐵半藏門線通車，來往澀谷站至青山一丁目站，並與東京急行電鐵新玉川線直通運行。
- 8月12日：布拉格地鐵A線通車。
- 8月20日：名古屋鐵道瀨戶線改線。

### 9月
- 9月3日：蒙特利爾地鐵綠線由阿特沃特站延長至安基翁站。
- 9月18日：北惠那鐵道線停運。

### 10月
- 10月1日：名古屋市營地下鐵鶴舞線由八事站延長至赤池站，京都市電停運。
- 10月7日：九廣鐵路英段加設馬場車站，但只在賽馬日營運。
- 10月29日：維亞鐵路吸納所有加拿大太平洋鐵路和加拿大國家鐵路的乘客列車。
- 10月30日：京王帝都電鐵京王新線通車，連接至新線新宿站。

### 11月
- 11月20日：華盛頓地鐵橙線通車。

### 12月
- 12月9日：京元線龍山站至清涼里站加設4個車站，開始進行京元支線（龍山－城北）運行系統。
- 12月21日：都營地下鐵都營新宿線通車，來往岩本町站至東大島站。
- 12月21日：史基浦機場車站及阿姆斯特丹南站啟用。
- 12月29日：列寧格勒地鐵基洛夫－維堡線由科學院站延長至共青團站（現為傑維亞特金諾站）。